# Stephanie Edmison
Stephanie Edmison (* 12. Juli 1987 in Toronto) ist eine ehemalige kanadische Squashspielerin.

## Karriere
Stephanie Edmison spielte von 2006 bis 2013 auf der WSA World Tour. Ihre höchste Platzierung in der Weltrangliste erreichte sie mit Rang 63 im April 2012. Bei den Panamerikanischen Spielen gewann sie mit der Mannschaft 2011 die Goldmedaille sowie eine Bronzemedaille im Doppel. Mit der kanadischen Nationalmannschaft nahm sie 2010 und 2012 an Weltmeisterschaften teil.

## Erfolge
- Panamerikanische Spiele: 1 × Gold (Mannschaft 2011), 1 × Bronze (Doppel 2011)